# Cisco Houston
Gilbert Vandine "Cisco" Houston (18 août 1918 – 29 avril 1961) est un chanteur et auteur-compositeur de folk américain, étroitement associé à Woody Guthrie.